# Kruki (okręg mariampolski)
Kruki (lit. Kriūkai) – miasteczko na Litwie w okręgu mariampolskim w rejonie Szaki, położone ok. 30 km na północ od Szaków, siedziba starostwa Kruki. Zlokalizowane po południowej stronie Niemna naprzeciw miasteczka Średniki w okręgu tauroskim, nad dopływem Niemna. Znajduje się tu poczta, szkoła i zabytkowe drewniane spichlerze.
Za Królestwa Polskiego siedziba wiejskiej gminy Światoszyn.
Od 1907 roku, w Krukach istniała kaplica domowa parafii mariawickiej w Kownie. Później wybudowano murowany kościół. Pierwsze nabożeństwo w kaplicy, odprawione najprawdopodobniej w języku litewskim, zostało odprawione 27 lutego.
Dekretem prezydenta Republiki Litewskiej od 1991 roku posiada własny herb.